# Bornheim (Rheinhessen)
Bornheim település Németországban, Rajna-vidék-Pfalz tartományban. Lakosainak száma 852 fő (2023. december 31.).

## Népesség
A település népességének változása:
| Lakosok száma | 497  | 874  | 922  | 880  | 874  | 852  |
|               | 1975 | 2017 | 2019 | 2021 | 2022 | 2023 |